# Пестерево (Курганская область)
Пестерево — деревня в Варгашинском районе Курганской области. Входит в состав Варгашинского поссовета.

## История
До 1917 года входила в состав Сычëвской волости Курганского уезда Тобольской губернии. По данным на 1926 год состояла из 105 хозяйств. В административном отношении входила в состав Сычëвского сельсовета Варгашинского района Курганского округа Уральской области.

## Население
| 1912 | 1926 | 1989 | 2002 | 2010 |
| ---- | ---- | ---- | ---- | ---- |
| 322  | ↗519 | ↘47  | ↘28  | ↗43  |

По данным переписи 1926 года в деревне проживало 519 человек (241 мужчина и 278 женщин), в том числе: русские составляли 100 % населения.